# Warner Mack
Warner Hensley McPherson (Nashville, Tennessee, 2 de abril de 1935 - Nashville, Tennessee, 1 de marzo de 2022), conocido como Warner Mack, fue un músico y compositor de música country estadounidense.

## Biografía
Mack nació en Nashville, Tennessee, el 2 de abril de 1935. Su serie de éxitos incluyó "Is It Wrong (For Loving You)" en 1957 y "The Bridge Washed Out" en 1965.
El 27 de abril de 2020, Scott Wikle entrevistó a Mack para el programa My Kind Of Country. A los 82 años, Mack anunció el lanzamiento de un nuevo álbum titulado Better Than Ever.
Mack murió el 1 de marzo de 2022 en Nashville, a la edad de 86 años.

## Discografía

### Álbumes
| Año  | Título                                | Nota              |
| ---- | ------------------------------------- | ----------------- |
| 1964 | Everybody's Country Favorites         |                   |
| 1965 | The Bridge Washed Out                 | 14º (Top Country) |
| 1966 | The Country Touch                     | 4º (Top Country)  |
| 1967 | Drifting Apart                        | 21º (Top Country) |
| 1968 | The Many Country Moods of Warner Mack | 21º (Top Country) |
| 1969 | The Country Beat of Warner Mack       | 42º (Top Country) |
| 1969 | I'll Still Be Missing You             | 30º (Top Country) |
| 1970 | Love Hungry                           |                   |
| 1971 | You Make Me Feel Like a Man           |                   |
| 2020 | Better Than Ever                      |                   |

### Sencillos
| Año  | Título                                       | Nota              |
| ---- | -------------------------------------------- | ----------------- |
| 1957 | «Is It Wrong (For Loving You)»               | 9º (US Country)   |
| 1958 | «Roc-a-Chicka»                               | 74º (US)          |
| 1958 | «Falling in Love»                            |                   |
| 1958 | «Lonesome for You Now»                       |                   |
| 1958 | «First Chance I Get»                         |                   |
| 1959 | «Yes There's a Reason»                       |                   |
| 1962 | «Afraid to Look Back»                        |                   |
| 1963 | «Working Girl»                               |                   |
| 1964 | «Surely»                                     | 34º (US Country)  |
| 1964 | «I'll Be Alright in the Morning»             |                   |
| 1964 | «Sittin' in an All Nite Cafe»                | 4º (US Country)   |
| 1965 | «The Bridge Washed Out»                      | 1º (US Country)   |
| 1965 | «Sittin' on a Rock (Cryin' in a Creek)»      | 3º (US Country)   |
| 1966 | «Talkin' to the Wall»                        | 3º (US Country)   |
| 1966 | «It Takes a Lot of Money»                    | 4º (US Country)   |
| 1967 | «Drifting Apart»                             | 8º (US Country)   |
| 1967 | «How Long Will It Take»                      | 4º (US Country)   |
| 1967 | «I'd Give the World (To Be Back Loving You)» | 11º (US Country)  |
| 1968 | «I'm Gonna Move On»                          | 7º (US Country)   |
| 1968 | «Pray for Your Country»                      | 37º (CAN Country) |
| 1968 | «Don't Wake Me I'm Dreaming»                 | 17º (CAN Country) |
| 1969 | «Leave My Dream Alone»                       | 6º (US Country)   |
| 1969 | «I'll Still Be Missing You»                  | 8º (US Country)   |
| 1970 | «Love Hungry»                                | 19º (US Country)  |
| 1970 | «Live for the Good Times»                    | 16º (US Country)  |
| 1971 | «You Make Me Feel Like a Man»                | 34º (US Country)  |
| 1971 | «I Wanna Be Loved Completely»                | 53º (US Country)  |
| 1972 | «Draggin' the River»                         | 45º (US Country)  |
| 1972 | «Your Warm Love»                             |                   |
| 1972 | «You're Burnin' My House Down»               | 59º (US Country)  |
| 1973 | «Some Roads Have No Ending»                  | 54º (US Country)  |
| 1973 | «After the Lights Go Out»                    |                   |
| 1973 | «Goodbyes Don't Come Easy»                   | 74º (CAN Country) |
| 1975 | «Don't Bring the Rain Down On Me»            |                   |
| 1975 | «Who's Making the Change»                    |                   |
| 1976 | «I've Got a Friend (Just Over the Mountain)» |                   |
| 1977 | «Brush Arbor in the White House»             |                   |
| 1977 | «These Crazy Thoughts (Run Through My Mind)» | 87º (US Country)  |